# Набоков, Максим Сергеевич
Максим Сергеевич Набоков (род. 31 июля 1983, Томск) — российский игрок в мини-футбол. Директор и инструктор Детского мини-футбольного клуба «Универсал» (г. Томск). Мастер спорта России по мини-футболу.

## Биография
Максим Сергеевич Набоков родился 31 июля 1983 года в городе Томске Томской области.
Окончил Томский политехнический университет по специальности «Теплофизика» и Томский государственный педагогический университет по специальности «Образование в области физической культуры и спорта».
Набоков до того как выступать за «Арбитраж», играл за мини-футбольный клуб МФК Мытищи (который выступает в Суперлиге).
Работал тренером-преподавателем по футболу в ДЮСШ № 17.
С 2015 года соучредитель, директор и инструктор Детского мини-футбольного клуба «Универсал» (г. Томск).

## Семья
Брат Андрей (род. 21 июля 1977), футболист, тренер.